# Care About the Children
Care About the Children var en svensk stiftelse med säte i Stockholm. Initiativet till stiftelsen togs våren 2013 med insamling av en kommitté som leddes av Olof Stenhammar.
Stiftelsen överlämnades som en gåva till hennes majestät drottning Silvia i samband med hennes 70-årsdag 23 december 2013. Stiftelsens verksamhet byggde på gåvor som drottningen fått, både från privatpersoner, några olika företag och organisationer.
Med tillkomsten av stiftelsen fick drottningen ytterligare möjlighet att ge stöd till de barn som tillhör samhällets utsatta, både i Sverige och utomlands.
Stiftelsen avslutades den 16 november 2023.